# José María Peris Polo
José María Peris Polo (Cinctorres, Castellón, 1 de noviembre de 1889 - Almazora, Castellón, 15 de agosto de 1936) fue un sacerdote operario, organista, compositor y director de coro español. Fue discípulo de Eduardo Torres, Vicente Ripollés y Felipe Pedrell, y maestro de Vicente García Julbe. Es considerado mártir de la guerra civil española y reconocido y honrado como beato por la Iglesia Católica.

## Biografía
José María Peris Polo nació en el municipio de Cinctorres, Diócesis de Tortosa, el día 1 de noviembre de 1889, en la festividad de Todos los Santos. En octubre de 1912 ingresó en la Hermandad de Sacerdotes Operarios Diocesanos, y fue ordenado sacerdote en junio de 1914, a la edad de 22 años. Ejerció su ministerio en el Colegio de Vocaciones Eclesiásticas de Tortosa primero, y después como rector del los seminarios de Córdoba y Barcelona, del que fue rector hasta el inicio de la guerra. El cardenal Tarancón, alumno suyo en Tortosa, dejó escrito: "A Mn. Peris le debo lo mejor de mi formación sacerdotal. Era una persona muy inteligente, muy bien formada en Teología, gran músico y de muy sincera piedad. El tiempo en que fue Rector del Colegio le dio una madurez de criterio y una experiencia en el trato con los seminaristas que le convirtieron en un gran educador. Lleno de bondad y de alegría, siempre brindaba a todos su comprensión y amistad". 
Al comenzar la guerra se trasladó a su pueblo, refugiándose en casa de su hermano. El 13 de agosto de 1936 se presentaron unos milicianos para detenerlos. Su hermano logró huir, pero no así José María, que fue apresado y trasladado al municipio de Almazora. El día antes de ser ejecutado, en la prisión, le dijo a su sobrina: "Me mataran, me mataran, pero no sufras. Es verdaderamente un gran placer morir por la fe". Fue asesinado la madrugada del día de la Asunción (15 de agosto) de 1936, a los 46 años de edad.
El papa Juan Pablo II, lo beatificó el 1 de octubre de 1995. 
Vida musical
Sus primeros pasos musicales los inicios de la mano de su padre tocando el cornetín en la banda municipal de Cinctorres .
Realizó todos sus estudios en Tortosa. El 1 de julio de 1914 fue enviado a Valencia para perfeccionar sus estudios de música bajo la dirección de don Vicente Ripollés.
Son muchas sus obras publicadas. Quizá la más conocida sea el “Haec est dies”. En su faceta pedagógica compuso y editó métodos de solfeo y de canto gregoriano: Lecciones graduadas de Canto Coral. Primero y segundo cursos. Lecciones graduadas de Canto Coral. Tercero y cuarto cursos. Lecciones de Canto Gregoriano.
El 12 de junio de 1922 va a Barcelona para perfeccionar sus estudios musicales y ver los mejores medios para imprimir sus obras.
En su formación musical fue discípulo del maestro Felipe Pedrell, de Tortosa, en composición, armonía y contrapunto. En gregoriano se formó también en Marendsous (Bélgica), en Solesmes (Francia) e incluso en Besalú, con los monjes occitanos de En Calcat.
Pasó unos meses en Tortosa preparando la segunda edición de sus métodos de solfeo y la primera de canto gregoriano.

## Obras destacadas
Formación de apóstoles: meditaciones y visitas al Santísimo Sacramento - Barcelona : Seminario Conciliar, 1941